# Łagiewniki Kościelne (gromada)
Łagiewniki Kościelne – dawna gromada, czyli najmniejsza jednostka podziału terytorialnego Polskiej Rzeczypospolitej Ludowej w latach 1954–1972.
Gromady, z gromadzkimi radami narodowymi (GRN) jako organami władzy najniższego stopnia na wsi, funkcjonowały od reformy reorganizującej administrację wiejską przeprowadzonej jesienią 1954 do momentu ich zniesienia z dniem 1 stycznia 1973, tym samym wypierając organizację gminną w latach 1954–1972.
Gromadę Łagiewniki Kościelne z siedzibą GRN w Łagiewnikach Kościelnych utworzono – jako jedną z 8759 gromad na obszarze Polski – w powiecie gnieźnieńskim w woj. poznańskim, na mocy uchwały nr 19/54 WRN w Poznaniu z dnia 5 października 1954. W skład jednostki weszły obszary dotychczasowych gromad Kamieniec, Łagiewniki Kościelne i Myszki oraz miejscowość Zakrzewo z dotychczasowej gromady Zakrzewo ze zniesionej gminy Kiszkowo w tymże powiecie. Dla gromady ustalono 10 członków gromadzkiej rady narodowej.
Gromadę zniesiono 1 stycznia 1962, a jej obszar włączono do gromad: Sławno (miejscowości Myszki i Zakrzewo), Kiszkowo (miejscowości Olekszyn, Łagiewniki Kościelne i Wola Łagiewnicka) i Kłecko (miejscowość Kamieniec) w tymże powiecie.